# Sokilez (Tschortkiw)
Sokilez (ukrainisch Сокілець; russisch Соколец Sokolez, polnisch Sokulec) ist ein Dorf im Süden der ukrainischen Oblast Ternopil mit etwa 250 Einwohnern (2001).

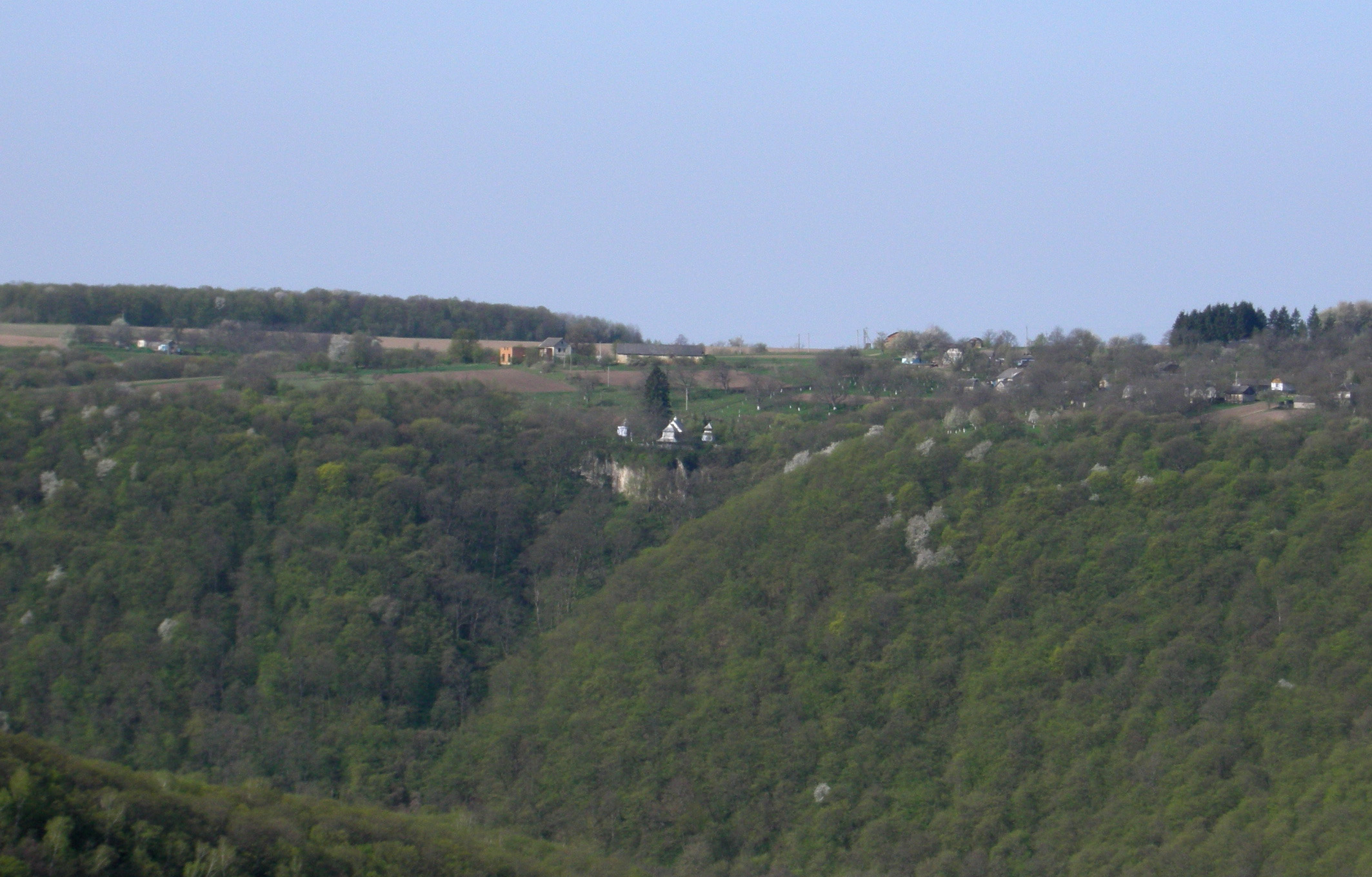
Blick über das Tal der Strypa auf das Dorf Sokilez, die Kirche der Fürsprache der Heiligen Jungfrau und den „Klosterfelsen“

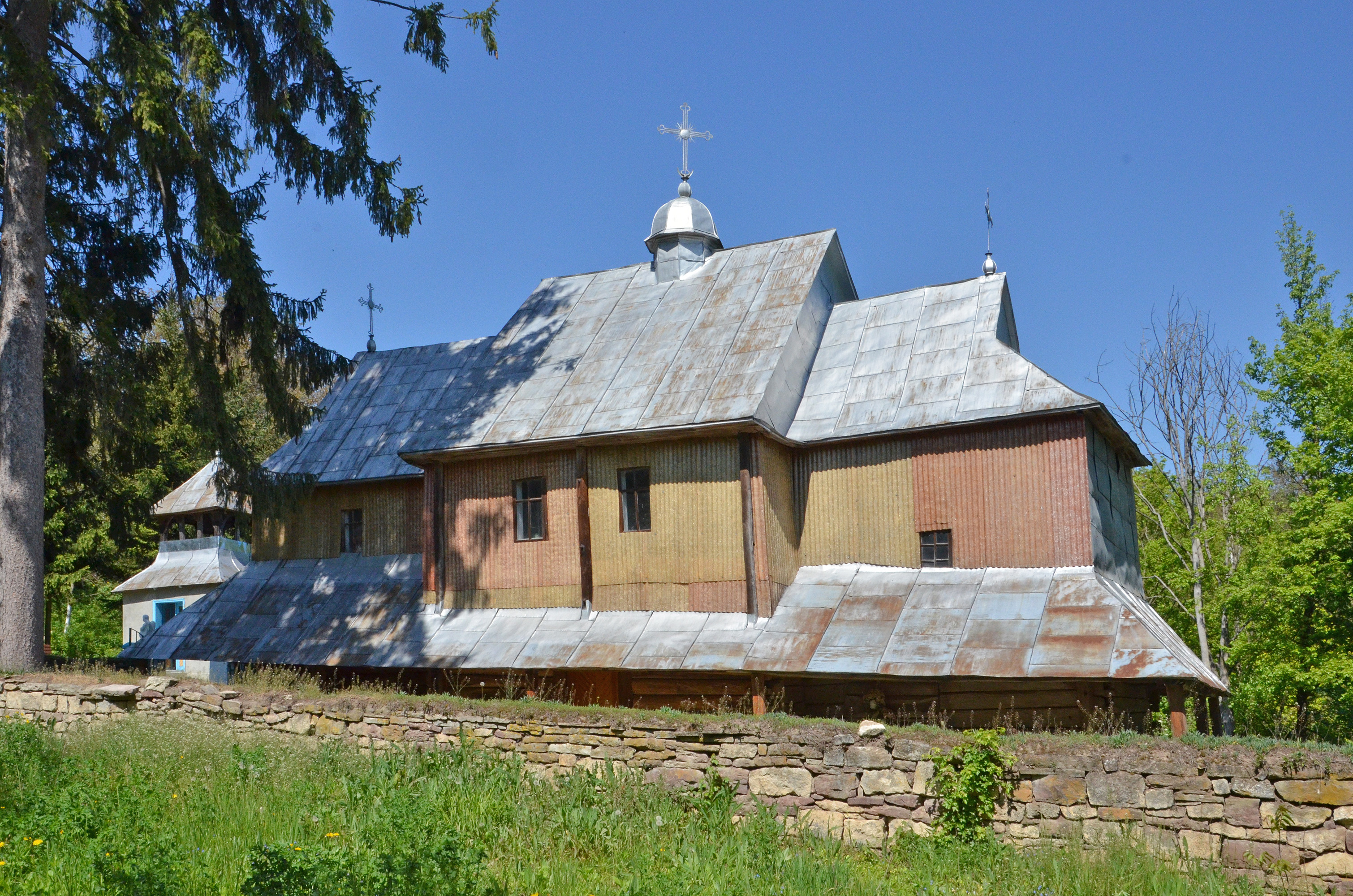
Holzkirche der Fürsprache der Heiligen Jungfrau

In Sokilez befindet sich die  1635, nach anderen Angaben 1681 errichtete Holzkirche der Fürsprache der Heiligen Jungfrau.
Die Ortschaft liegt nahe der Mündung der 147 km langen Strypa in den Dnister, 5 km südöstlich vom Gemeindezentrum Solotyj Potik, 25 km südlich vom ehemaligen Rajonzentrum Butschatsch und etwa 90 km südlich vom Oblastzentrum Ternopil.
Am 29. Juli 2015 wurde das Dorf ein Teil der neugegründeten Siedlungsgemeinde Solotyj Potik, bis war er Teil der Landratsgemeinde Mykolajiwka im Süden des Rajons Butschatsch.
Seit dem 17. Juli 2020 ist sie ein Teil des Rajons Tschortkiw.